# Platylomalus niponensis
Platylomalus niponensis är en skalbaggsart som först beskrevs av Lewis 1899.  Platylomalus niponensis ingår i släktet Platylomalus och familjen stumpbaggar. Inga underarter finns listade i Catalogue of Life.